# Ота Гемеле
Ота Гемеле (чеськ. Ota Hemele, 22 січня 1926, Прага — 3 червня 2001, там само) — чехословацький футболіст, що грав на позиції нападника, зокрема, за клуб «Динамо» (Прага), а також національну збірну Чехословаччини.
Чотириразовий чемпіон Чехословаччини. Дворазовий володар Кубка Чехословаччини.

## Клубна кар'єра
У футболі дебютував 1942 року виступами за команду «Славія», в якій провів три сезони.
Згодом з 1942 по 1954 рік грав у складі команд «Жиденіце» та АТК/УДА (Прага). Протягом цих років виборов чотири титули чемпіона Чехословаччини, двічі ставав володарем кубка Чехословаччини.
Своєю грою за останню команду привернув увагу представників тренерського штабу клубу «Динамо» (Прага), до складу якого приєднався 1954 року. Відіграв за празьку команду наступні п'ять сезонів своєї ігрової кар'єри.
Завершив професійну ігрову кар'єру у клубі «Моторлет» (Прага), за команду якого виступав протягом 1959—1965 років.

## Виступи за збірну
1948 року дебютував в офіційних матчах у складі національної збірної Чехословаччини. Протягом кар'єри у національній команді провів у її формі 10 матчів, забивши 4 голи
У складі збірної був учасником чемпіонату світу 1954 року у Швейцарії, де зіграв проти Уругваю (0-2) і Австрії (0-5).
Помер 31 травня 2001 року на 76-му році життя у місті Прага.

## Титули і досягнення
- Чемпіон Чехословаччини (4):

«Славія»: 1942-1943, 1946-1947, 1948
УДА (Прага): 1953
- Володар Кубка Чехословаччини (2):

«Славія»: 1942, 1945